# Colorful Guizhou Airlines
Colorful Guizhou Airlines ist eine chinesische Billigfluggesellschaft mit Sitz in Guiyang.

## Geschichte
Colorful Guizhou Airlines wurde 2015 gegründet. Am 15. Juni 2015 gab die Fluggesellschaft eine Bestellung über 17 Embraer 190 auf, davon sieben als feste Bestellungen, zehn weitere als Optionen. Am 7. Dezember erhielt die Airline ihre erste Embraer. Den Betrieb nahm Colorful Guizhou Airlines am 31. Dezember 2015 mit einem Flug von Guiyang nach Bijie auf.

## Flugziele
Die Fluggesellschaft fliegt nationale Destinationen an.

## Flotte

### Aktuelle Flotte
Mit Stand Juli 2022 besteht die Flotte der Colorful Guizhou Airlines aus 17 Flugzeugen mit einem Durchschnittsalter von 3,8 Jahren:
| Flugzeugtyp    | Anzahl | bestellt | Anmerkungen |
| -------------- | ------ | -------- | ----------- |
| Airbus A320neo | 08     | 1        |             |
| Embraer 190    | 09     |          |             |
| Gesamt         | 17     | –        |             |